# Блумберг, Джорджина
Джорджи́на Ли Блу́мберг (англ. Georgina Leigh Bloomberg; 20 января 1983, Нью-Йорк, Нью-Йорк, США) — американская наездница, общественный деятель и писательница, дочь бизнесмена и бывшего мэра Нью-Йорка Майкла Блумберга.

## Биография
Джорджина Ли Блумберг родилась 20 января 1983 года в Нью-Йорке (штат Нью-Йорк, США) в семье бизнесмена и будущего мэра Нью-Йорка Майкла Блумберга (р. 1942) и Сьюзан Браун, которые были женаты в 1975—1993 годы. У Джорджины есть старшая сестра — Эмма Блумберг (род. 1979).

## Карьера
Джорджина была показана в документальном фильме HBO «Born Rich», где она обсуждает, что такое жизнь наследницы миллиардера. Журнал «Forbes» оценил Блумберг, как одну из 20 «самых интригующих наследниц миллиардеров».
В ноябре 2010 года Джорджина получила сотрясение мозга и перелом позвонка во время аварии на конном шоу. Блумберг объявила несколько дней спустя, что несмотря на аварию, она очень хотела бы вернуться в спорт.

## Личная жизнь
До 2015 года Джорджина состояла в фактическом браке с аргентинским конником Рамиро Кинтана. У бывшей пары есть сын — Джаспер Майкл Браун Кинтана (род. 24 декабря 2013).